# Nationalpark Kalkalpen und Umgebung
Nationalpark Kalkalpen und Umgebung este o arie protejată (arie specială de conservare — SAC, sit de importanță comunitară — SCI, arie de protecție specială avifaunistică — SPA) din Austria întinsă pe o suprafață de 22.122,83 ha, integral pe uscat.

## Localizare
Centrul sitului Nationalpark Kalkalpen und Umgebung este situat la coordonatele 47°46′00″N 14°22′00″E / 47.7667°N 14.3667°E.

## Înființare
Situl Nationalpark Kalkalpen und Umgebung a fost declarat sit de importanță comunitară în decembrie 1997 pentru a proteja 4 specii de plante și 42 de specii de animale. Alte tipuri de protecție:
- arie de protecție specială avifaunistică (în decembrie 1997)[2]
- arie specială de conservare (în mai 2005)[1][3][4]

## Biodiversitate
Situată în ecoregiunea alpină, aria protejată conține 35 de habitate naturale: Ape puternic oligomezotrofe cu vegetație bentonică cu Chara spp., Lacuri eutrofice naturale cu vegetație de tip Magnopotamion sau Hydrocharition, Râuri de munte și vegetația erbacee de pe malurile acestora, Râuri de munte și vegetația lor lemnoasă cu Salix elaeagnos, Pajiști alpine și boreale, Tufărișuri cu Pinus mugo și Rhododendron hirsutum (Mugo-Rhododendretum hirsuti), Pajiști carstice calcaroase sau bazofile, de Alysso-Sedion albi, Pajiști boreale și alpine pe substrat silicios, Pajiști alpine și subalpine calcaroase, Pajiști uscate seminaturale și facies de acoperire cu tufișuri pe substraturi calcaroase (Festuco-Brometalia) (* situri importante pentru orhidee), Pajiști uscate seminaturale și facies de acoperire cu tufișuri pe substraturi calcaroase (Festuco-Brometalia) (* situri importante pentru orhidee), Formațiuni ierboase bogate în specii de Nardus, dezvoltate pe substraturi silicioase în zone montane (și în zone submontane, în Europa continentală), Pajiști cu Molinia pe soluri calcaroase, turboase sau argilos-nămoloase (Molinion caeruleae), Liziere de ierburi înalte hidrofile de câmpie și de nivel montan până la alpin, Fânețe de joasă altitudine (Alopecurus pratensis, Sanguisorba officinalis), Fânețe montane, Turbării active, Mlaștini oligotrofe degradate, capabile încă de regenerare naturală, Mlaștini turboase de tranziție și turbării mișcătoare, Izvoare petrifiante cu formare de travertin (Cratoneurion), Mlaștini alcaline, Grohotișuri calcaroase și de șisturi calcaroase de la nivelul montan până la nivelul alpin (Thlaspietea rotundifolii), Grohotișuri medio-europene calcaroase, de la nivel colinar și montan, Pante stâncoase calcaroase cu vegetație casmofită, Lespezi calcaroase, Peșteri inaccesibile publicului, Păduri de fag Asperulo-Fagetum, Păduri de fag subalpine medio-europene cu Acer și Rumex arifolius, Păduri de fag din Europa Centrală dezvoltate pe sol calcaros cu Cephalanthero-Fagion, Păduri pe pante, grohotișuri și ravene de Tilio-Acerion, Mlaștini împădurite, Păduri aluvionare cu Alnus glutinosa și Fraxinus excelsior (Alno-Padion, Alnion incanae, Salicion albae), Păduri mixte riverane de Quercus robur, Ulmus laevis și Ulmus minor, Fraxinus excelsior sau Fraxinus angustifolia, de-a lungul marilor râuri (Ulmenion minoris), Păduri acidofile de Picea de la nivel montan la nivel alpin (Vaccinio-Piceetea), Păduri alpine de Larix decidua și/sau Pinus cembra.
La baza desemnării sitului se află mai multe specii protejate:
- plante (4): Buxbaumia viridis, papucul doamnei (Cypripedium calceolus), mușchi (Dicranum viride), Scapania massalongii
- păsări (25): fluierar de munte (Actitis hypoleucos), minunița (Aegolius funereus), acvilă de munte (Aquila chrysaetos), cocoșul de mesteacăn (Bonasa bonasia), buha (Bubo bubo), caprimulg (Caprimulgus europaeus), barză neagră (Ciconia nigra), șerpar (Circaetus gallicus), porumbel de scorbură (Columba oenas), ciocănitoare cu spate alb (Dendrocopos leucotos), ciocănitoare neagră (Dryocopus martius), șoim călător (Falco peregrinus), muscar-gulerat (Ficedula albicollis), muscar negru (Ficedula hypoleuca), muscar (Ficedula parva), ciuvică (Glaucidium passerinum), Lagopus mutus, sfrâncioc roșiatic (Lanius collurio), muscar sur (Muscicapa striata), viespar (Pernis apivorus), ciocănitoare de munte (Picoides tridactylus), ciocănitoare verzuie (Picus canus), sitar de pădure (Scolopax rusticola), cocoș de mesteacăn (Tetrao tetrix),  cocoș de munte (Tetrao urogallus)
- amfibieni (1): izvoraș-cu-burta-galbenă (Bombina variegata)
- mamifere (8): liliac cârn (Barbastella barbastellus), vidră de râu (Lutra lutra), râs eurasiatic (Lynx lynx), liliac cu urechi mari (Myotis bechsteinii), liliac cărămiziu (Myotis emarginatus), liliac comun (Myotis myotis), liliacul mic cu potcoavă (Rhinolophus hipposideros), urs brun (Ursus arctos)
- nevertebrate (7): Austropotamobius torrentium, Cucujus cinnaberinus, fluturele auriu (Euphydryas aurinia), fluturele flitirar (Euphydryas maturna), Euplagia quadripunctaria, Rosalia alpina, Stephanopachys substriatus
- pești (1): zglăvoacă (Cottus gobio)